# لایحه امنیت ملی ۱۹۴۷
لایحه امنیت ملی ۱۹۴۷ از تجدیدساختارهای عمدهٔ سازمان‌های نظامی و اطلاعاتی حکومت آمریکا در پی جنگ جهانی دوم بود. اکثر بندهای این لایحه در ۱۸ سپتامبر ۱۹۴۷ یک روز پس از این که مجلس سنای ایالات متحده آمریکا به جیمز فورستال یه عنوان اولین وزیر دفاع ایالات متحده آمریکا رأی اعتماد داد، اجرایی شدند. قدرت او ابتدائاً محدود بود و برایش سخت بود برای مؤثر کردن منصبش به اعمال اقتدار بپردازد. این مسئله بعدتر از طریق متممی به لایحه در سال ۱۹۴۹ تغییر کرد و منجر به ایجاد وزارت دفاع ایالات متحده آمریکا شد.

## نگارخانه

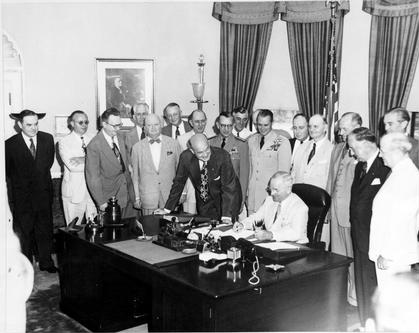
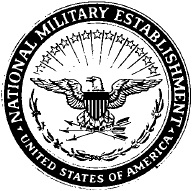
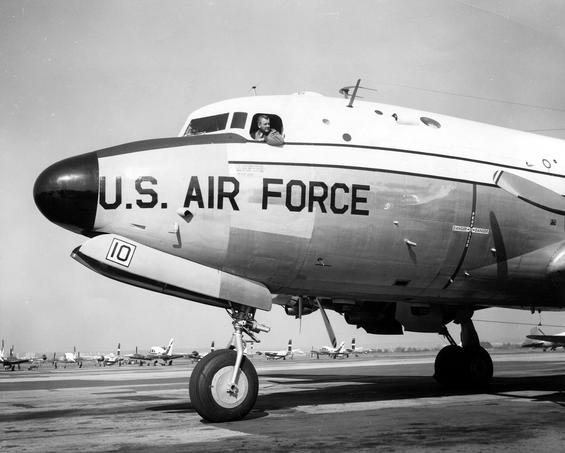